# Tarmed
Le Tarmed (de tarif médical) est la grille tarifaire des prestations médicales ambulatoires en Suisse. C'est une convention passée entre la FMH (fournisseur de soins) et l'association d'assureurs Santésuisse (consommateurs de soins),.  Tarmed est en vigueur de 2004 à 2025.

## Description
Le Tarmed vaut pour toutes les prestations ambulatoires, ce qui comprend plus de 4 600 différentes positions, chaque position étant un certain acte médical défini. C'est un système qui fonctionne par points : chaque acte médical vaut un certain nombre de points, et chaque point a un certain coût,.
Le système a été introduit en 2004, remplaçant la vingtaine de conventions tarifaires qui existaient jusqu'alors. Il est censé maintenir des coûts raisonnables en faisant se rencontrer les intérêts antagonistes des acheteurs et vendeur et ainsi faire jouer la concurrence. Le Tarmed n'a toutefois pas réussi à contenir l'explosion des coûts de la santé ; en plus de dévaluer les généralistes par rapport aux spécialistes, il n'encouragerait pas l'utilisation rationnelle du système médical,.

## Évolution en Tardoc
Un nouveau système de tarification, Tardoc, est envisagé mais ne réunit pas le consensus nécessaire en 2021. Ainsi Tardoc est soutenu par la Fédération des médecins suisses (FMH) et une des deux organisations faîtières des assureurs maladies, Curafutura ; alors que SantéSuisse, l'autre organisation faîtière, ainsi que les Hôpitaux de Suisse (H+) s'y opposent, préférant des forfaits ambulatoires plutôt que la facturation à l’acte,.
En 2024, le Conseil fédéral a approuvé le remplacement de Tarmed par Tardoc dès 2026. Tardoc comprend 2 600 positions, contre 4 600 dans Tarmed.

## Prix
En 2004, Santésuisse a reçu le Big Brother Awards dans la catégorie « Business award » pour le système Tarmed ; les raisons invoquées sont le peu de respect pour la vie privée (les caisses maladies ont désormais accès au détail des prestations), qui conduit à des « patients transparents »,

## Autres nomenclatures d'actes au sens large
- Allemagne : Gebührenordnung für Ärzte (de) (GOÄ)
- Australie : medicare benefits schedule book (MBS)
- Belgique : nomenclature des prestations de santé de l'institut national d'assurance maladie invalidité
- États-Unis : current procedural terminology (en) (CPT)
- France : classification commune des actes médicaux